# 川崎市警察

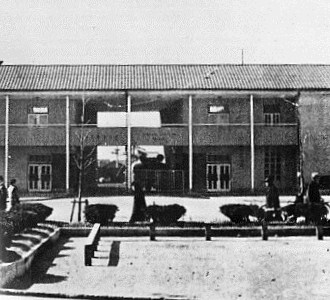
川崎市警察本部庁舎

川崎市警察（かわさきしけいさつ）は、かつて存在した神奈川県川崎市の自治体警察。

## 概要
旧警察法施行で、従来の神奈川県警察部が解体され、1948年（昭和23年）3月7日に川崎市警察本部（名称は川崎市警察部）が川崎郵便局内に設置された。翌1949年（昭和24年）8月に新庁舎に移転した。
その後、1954年（昭和29年）に、旧警察法が全面改正されて新警察法が公布された。これにより国家地方警察と自治体警察が廃止され、新たに都道府県警察として神奈川県警察が発足。川崎市警察も神奈川県警察に統合され、姿を消した。

## 組織
1952年（昭和27年）時点
- 総務課
- 保安交通課
- 警備課
- 警ら通信課
- 捜査課
- 防犯少年課

## 警察署
1952年（昭和27年）時点
- 川崎警察署
- 臨港警察署
- 中原警察署
- 高津警察署